# SC SAFO Frankfurt
Der Sportclub Sachsenhausen Forsthausstraße e. V. (SAFO) ist ein traditionsreicher deutscher Sportverein aus Frankfurt-Sachsenhausen, der sich auf die Sparten Hockey und Tennis konzentriert.

## Geschichte
Der SC SaFo Frankfurt wurde 1861 als „Frankfurter Schlittschuhclub“ gegründet. 1904 schloss er sich mit der 1898 gegründeten „Frankfurter Lawn-Tennis Vereinigung“ zum „Frankfurter Sportclub Forsthausstraße“ zusammen. Als typische Bürgergründung des 19. Jahrhunderts ist er der älteste deutsche Schlittschuhverein und einer der ältesten Frankfurter Sportvereine.
Am 2. Januar 1872 veranstaltete der Frankfurter Schlittschuhclub den ersten überlieferten Eisschnelllaufwettkampf in Deutschland. Bereits Anfang der 1930er Jahre nahm die Eishockeymannschaft an Spielen der südwestdeutschen Meisterschaft teil. Der Vereinsname leitet sich von der Lage der Spielstätten und des Vereinshauses an der früheren Forsthausstraße her, die in den 1960er Jahren in Kennedyallee umbenannt wurde.

## Hockey
Die Hockeyabteilung verfügt derzeit über zwei Herrenteams (in der Halle 3) und zwei Damenteams (in der Halle 3) sowie Jugendteams in allen Altersklassen.
Die sportliche Leitung teilen sich Corinna Zerbs, Justus Müller und Marie Feuerhake gemeinsam.
Damen
- Die Damen haben in der Saison 2010/11 in einer Spielgemeinschaft mit dem TSV 1857 Sachsenhausen den Aufstieg in die Oberliga geschafft.
- Die erste Damenmannschaft spielt auf dem Feld in der Saison 2019/2020 in der Regionalliga und in der Halle in der 2. Regionalliga Süd. In der Halle sind die Damen aufgestiegen und spielen im nächsten Jahr Regionalliga, in der 2. höchsten Liga Deutschlands.
- In der Halle spielt die zweite Damenmannschaft in der Saison 2021/2022 in der 2. Verbandsliga.
- Die 3. Damenmannschaft spielt in der Saison 2021/2022 in der 4. Verbandsliga.

Herren
- Die erste Herrenmannschaft spielte in der Vergangenheit mehrmals in der Feldhockey-Bundesliga, letztmals im Jahr 2002. In der Saison 2019/20 spielt man auf dem Feld in der 2. Regionalliga Süd und in der Halle in der 2. Regionalliga Süd.
- Die zweite Herrenmannschaft spielt auf dem Feld in der Saison 2018/19 in der 1. Verbandsliga und in der Halle in der 2. Verbandsliga.
- Die dritte Herrenmannschaft spielt in der Halle in der Saison 2018/19 in der 5. Verbandsliga.

### Nationalspieler des SC SaFo Frankfurt (Stand 01/2019)
- Corinna Zerbs ist Kapitänin der österreichischen Nationalmannschaft
- Chris Faust ist Trainer der österreichischen Damen-Nationalmannschaft und der U21 weiblich
- Maren Zimmermann spielt in der U18 weiblich der Schweizer Nationalmannschaft.
- Katharina Haid und Maya Höpfner spielen in der U17 weiblich der deutschen Nationalmannschaft.

| Herren       | Zeitraum  | Anzahl Spiele |
| ------------ | --------- | ------------- |
| Klaus Wöller | 1958–1964 | 046           |
| Klaus Lauth  | 1960–1964 | 009           |
| Horst Dröse  | 1969–1978 | 106           |
| Arthur Kern  | 1977      | 004           |

## Tennis
Die Herren 30 Mannschaft des Vereins spielt ab 2015 in der Tennis-Bundesliga (Herren 30).
Der Verein hat aktuell (2010) 6 Damenmannschaften sowie 11 Herrenmannschaften und mehrere Junioren-Mannschaften.

Der Verein veranstaltet jedes Jahr mehrere Turniere, darunter 2 Ranglistenturniere, die SAFO Open und den SAFO Jugend Cup sowie diverse interne Turniere.
Damen
Die Damenmannschaften sind in mehreren Ligen vertreten, darunter:
- Damen I in der 2. Bundesliga Süd
- Damen 30 in der Regionalliga Süd-West (Stand 2010)
- Damen 40 in der Regionalliga Süd-West (Stand 2010)

Herren
Die Herrenmannschaften spielen unter anderem in folgenden Ligen (nur die erste Mannschaft):
- Herren I Verbandsliga
- Herren 30 in der Hessenliga
- Herren 40 in der Regionalliga Süd-West
- Herren 50 in der Gruppenliga
- Herren 60 in der Verbandsliga

(Stand 2010)